# Majahim
Le Majahim ou Al-Majahim est une race de dromadaire originaire d'Arabie saoudite.

## Présentation
Le Majahim est la plus grande des races de dromadaires d'Arabie Saoudite. Les animaux peuvent atteindre 203 cm au garrot. Utilisée à l'origine pour le transport dans les caravanes, elle est connue aujourd'hui pour ses performances en production laitière. Bien nourries, certaines chamelles peuvent produire jusqu'à 25 litres de lait par jour durant les 12 mois de lactation.
Le Majahim est reconnaissable à sa robe sombre, presque noire qui lui a donné son nom. Trois sous-types de pelage sont reconnus : le « noir corbeau », le « noir » qui tire vers un brun très sombre et le « clair » qui est brun sombre avec des poils plus clairs parsemant la robe.
La race est très présente dans les concours de beauté lors de festivals. Le but est d'encourager à préserver la pureté des races de camélidés. Des ventes privées ou aux enchères ont également lieu. Lors du Festival d'Al Dhafra de 2009, un Majahim a été vendu pour plus d'1,3 million $ américains.
La race est citée sous différents noms. Ainsi le terme de Malhah, Malah ou Malha est un synonyme de Majahim,. En anglais, elle est orthographiée Majaheem. On peut également trouver Magaheem, Mahaheem, Majahem, Mugaheem.

## État des populations
Des études génétiques sur les différentes races du pays ont permis de distinguer trois groupes principaux. Le Majahim fait partie du groupe des races de l'est avec le Shaele.
La population cameline (toutes races confondues) est en augmentation depuis les années 1960 dans tout le pays.